# 纪录剧情片
纪录剧情片是一種以仿照紀錄片的形式拍攝的电影，而且電影中的劇情半真半假，即在真實發生過的事情中摻雜著虛構情節。纪录剧情片也可以視為帶有虛構情節的纪录片。